# Chiffre de Cornelius Agrippa
 (juin 2012).
Si vous disposez d'ouvrages ou d'articles de référence ou si vous connaissez des sites web de qualité traitant du thème abordé ici, merci de compléter l'article en donnant les références utiles à sa vérifiabilité et en les liant à la section « Notes et références ».
Le chiffre de Corneille Agrippa est un système de chiffrement par substitution basé sur une correspondance entre l'alphabet et une suite de figures géométriques issues de la Croix de Malte. Il est évoqué par des enseignements secrets Henri-Corneille Agrippa de Nettesheim (1486-1535) dans ses  
De Occulta Philosophia libri tres (en) écrits en 1510 et publiés pour la première fois vingt ans plus tard.
Ce système est aussi connu sous le nom de chiffre des Templiers. 
La franc-maçonnerie s'en inspira pour créer le chiffre des francs-maçons.

## Code
Les figures géométriques sont basées sur un découpage de la Croix de Malte. À chaque symbole correspond une lettre de l'alphabet. Ce système de chiffrement est simpliste, facile à manier, mais également à décoder même par un ennemi car il est trop connu, en outre il ne résiste pas à une analyse fréquentielle. Cependant les symboles peuvent plus discrets que des lettres, de sorte que le système se prête bien à la combinaison avec de la stéganographie.
Remarque : L'alphabet latin antique ne comportait pas les lettres J, U et W, celles-ci n'apparaissant dans l’alphabet français qu'au XVIe siècle. La période et les conditions suivant lesquelles ce système est créé ne sont pas connues, mais le U et le W apparaissent déjà dans certains manuscrits du XIIIe siècle.